# نارکوه
نارکوه، روستایی در دهستان کوهستان بخش رستاق شهرستان داراب در استان فارس ایران است.

## جمعیت
بر پایه سرشماری عمومی نفوس و مسکن در سال ۱۳۹۵، جمعیت این روستا برابر با ۲۲ نفر (۶ خانوار) بوده است.